# 알루미늄 합금
알루미늄 합금(-合金, aluminium alloy)은 알루미늄을 주성분으로하는 합금이다. 순수 알루미늄은 부드러운 금속이기 때문에, 구리, 망간, 규소, 마그네슘, 아연, 니켈 등과 합금하여 강도 등 금속 재료로서의 특성의 향상을 도모한다. 알루미늄 합금의 가벼움과 강도를 응용한 예를 들어, 항공기 재료로서의 두랄루민의 이용을 들 수있다.

## 주조용 합금
- 실루민(알펙스) : 알루미늄에 실리콘(Si)을 합금하여 주조용 합금으로 사용된다.

## 내열성 합금
- Y합금 : 알루미늄(Al)+구리(Cu)+니켈(Ni)+마그네슘(Mg). 피스톤,실린더(내열기관)에 사용된다.
- Lo-Ex합금 : Y합금+실리콘(Si)
- 코비탈륨 : Y합금+티타늄(Ti)

## 고장력 합금
- 두랄루민 : 알루미늄(Al)+구리(Cu)+망간(Mn)+마그네슘(Mg). 비행기 자동차에 사용된다.

## 내식성 합금
- 하이드로날륨 : 알루미늄(Al)+마그네슘(Mg)